# Süßwassermoostierchen
Die Süßwassermoostierchen bilden eine Klasse der Moostierchen (Ectoprocta oder Bryozoa), die im Gegensatz zu allen anderen Klassen dieses Tierstammes ausschließlich im Süßwasser (limnisch) vorkommt. Diese in der Systematik als Phylactolaemata bezeichnete Klasse umfasst nur eine einzige Ordnung, die Plumatellida, mit fünf Familien. Die Phylactolaemata werden bisweilen auch als Lophopoda bezeichnet.

## Bau
Die Süßwassermoostierchen sind meist in stehenden Gewässern zu finden, sei es als Überzug auf Steinen, an der Unterseite von See- und Teichrosenblättern oder auf ins Wasser hängenden Zweigen. Von den über 5000 rezenten Arten der Moostierchen, die insgesamt bekannt sind, gehören nur rund 74 zu den Süßwassermoostierchen, von denen 19–20 in Europa heimisch sind. Die neuesten in Europa (Italien) entdeckten Arten sind: Plumatella vaihiriae, bisher nur aus Tahiti, Hawaii, Nordamerika, Argentinien und Thailand bekannt, sowie Plumatella viganoi.
Die Zooecien bestehen nicht wie bei den marinen Moostierchen aus Kalk, sondern aus Chitin verschiedener Konsistenz. Dadurch können die Kolonien gallertige oder krustenartige Überzüge bilden, manchmal sind auch verzweigte Formen zu finden. Bei manchen Arten können die Kolonien bis zu über 1 kg schwere Klumpen bilden. Die Süßwassermoostierchen sind an den Wechsel der Jahreszeiten angepasst, indem sie im Herbst Dauerstadien (Statoblasten) bilden, die der Überwinterung dienen.

## Systematik
- Klasse: Süßwassermoostierchen
  - Ordnung: Plumatellida
    - Familie: Cristatellidae
      - Gattung: Cristatella

    - Familie: Fredericellidae
      - Gattung: Fredericella, Internectella

    - Familie: Lophopodidae
      - Gattungen: Asajirella, Lophopodella, Lophopus

    - Familie: Pectinatellidae
      - Gattungen: Pectinatella

    - Familie: Plumatellidae
      - Gattungen: Afrindella, Australella, Gelatinella, Hyalinella, Plumatella, Stolella, Swarupella, Varunella

    - Familie: Stephanellidae[2]
      - Gattung: Stephanella